# Paratalara inversa
Paratalara inversa là một loài bướm đêm thuộc phân họ Arctiinae, họ Erebidae.